# Hapy (zoon van Horus)
Hapy was in de Egyptische mythologie een van de Vier zonen van Horus. Hij heeft een bavianenkop en bewaakt de longen. De baviaan wordt geassocieerd met 'zonsopgang' omdat bavianen op het moment voor de opkomende zon een schril geluid door het oerwoud laten klinken. Deze gebeurtenis is symboliek voor de wederopstanding van de ziel in de andere wereld. Aangezien er in Egypte geen bavianen voorkomen, moet dit symbool van elders zijn gekomen, namelijk uit het zuiden.